# Wiktorowo (Witowo)
Wiktorowo – część wsi Witowo w Polsce, położona w województwie wielkopolskim, w powiecie średzkim, w gminie Krzykosy.
W latach 1975–1998 Wiktorowo administracyjnie należało do województwa poznańskiego.